# 莫尔特里
莫尔特里（法語：Mortery，法語發音：[mɔʁtəʁi] ⓘ）是法国塞纳-马恩省的一个市镇，位于该省东南部，属于普罗万区。

## 地理
莫尔特里（48°35'56"N, 3°15'36"E）面积13.2 平方千米，位于法国法蘭西島大區塞纳-马恩省，该省份为法国北部内陆省份，北起瓦兹省，西接埃松省、马恩河谷省、塞纳-圣但尼省和瓦兹河谷省，南至卢瓦雷省，东南接约讷省，东临马恩省和奥布省，东北接埃纳省。
与莫尔特里接壤的市镇（或旧市镇、城区）包括：鲁伊、普罗万、圣伊利耶、维莱讷莱普罗万、舍努瓦斯-屈沙尔穆瓦。

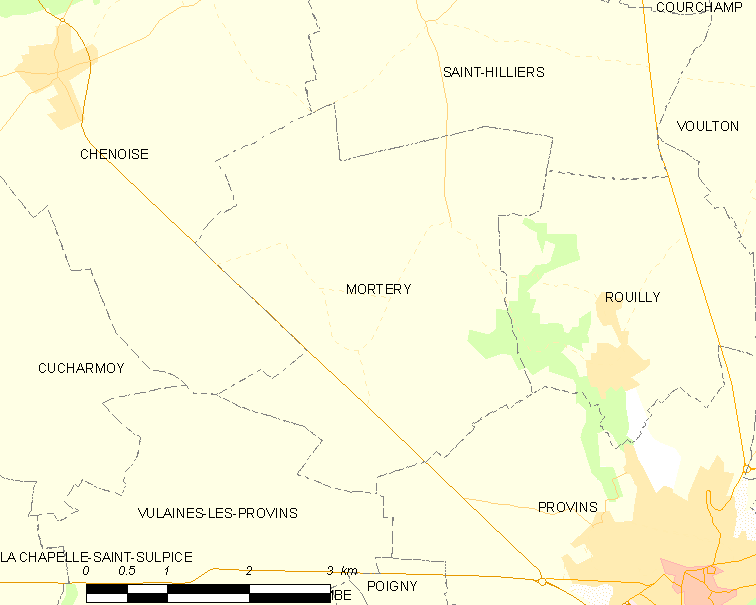
莫尔特里的OSM定位图

莫尔特里的时区为UTC+01:00、UTC+02:00（夏令时）。

## 行政
莫尔特里的邮政编码为77160，INSEE市镇编码为77319。

## 政治
莫尔特里所属的省级选区为普罗万县。

## 人口

1962-2008年间莫尔特里人口变化图示

莫尔特里于2022年1月1日时的人口数量为139人。